# 親魏倭王
親魏倭王（しんぎわおう）とは、魏の皇帝・曹叡から邪馬台国の女王・卑弥呼に対して、景初2年（西暦238年）に与えられたとされる封号のこと。『三国志』東夷伝倭人条（『魏志倭人伝』）に記述されている。
景初3年（西暦239年）であるという異説もある。その場合の皇帝は曹芳。

## 朝貢ルートの閉塞
後漢末期より三国時代初期にかけて、遼東郡から朝鮮半島北部にかけて遼東公孫氏が事実上の独立政権を打ち立てていた。このため、倭や朝鮮半島南部（韓）などのいわゆる「東夷」と呼ばれた諸民族の朝貢ルートが閉ざされていた。なおこの期間、倭・韓が建安9年（204年）に公孫氏が独断で設置した帯方郡の支配下にあったことが記されている（『三国志』魏書東夷伝韓条）。このように「倭国大乱」という倭国内部の事情もあるものの、この時代の他の東方諸国と中国王朝との交流途絶の例は多く、倭の朝貢途絶に関しては公孫氏の影響も軽視できない。

## 朝貢ルートの再開
『三国志』魏志公孫淵伝によれば、景初2年8月23日（238年）に公孫淵が司馬懿に討たれて公孫氏政権が崩壊し、魏が楽浪郡と帯方郡を占拠すると、邪馬台国の女王・卑弥呼は帯方郡への使者を送って、魏との交流が再開された（なお、呉と倭との交流については存在した可能性もあるが、『三国志』が魏を正統王朝として呉や蜀（蜀漢）への朝貢の記述や、朝貢していた諸民族（特に南方諸国）についての記事がほとんどないため、交流していたかどうかについては不明である）。
これに対して魏の皇帝は制書を発して卑弥呼に下賜品を与えるとともに、卑弥呼を「親魏倭王」に任じてその証である金印を与えた。『魏志倭人伝』には、制書の冒頭に掲げられる「制詔（官名）（人名）」の定型の冒頭文から省略なしに全文記載されており、『魏志倭人伝』の記述は正確と推定されている。
もっとも、魏国内の諸王に対してはこれより上位の書式である冊書をもって任じられたこと、また西方の大国である大月氏国などの以前より通交していた西方諸国の場合のように、制書文面に卑弥呼（倭王）に魏の高官の官位（勿論、実態としての価値はない）を与える趣旨の文が記載されてはいないことから、「親魏倭王」の価値を低く見る向きもある。しかし「親魏〇〇王」という称号は、大月氏国にしか与えられていない。魏は倭（邪馬台国）を現在の日本列島よりも相当南に位置していたと認識しており、呉を背後から牽制する存在として、邪馬台国を大月氏国と同等に扱う異例とも言える厚遇につながった。一方で邪馬台国にとってこの称号は、魏がバックに付いているという威信を国内の敵対勢力に示す価値があった。

## 印綬の授与と返上
卑弥呼の後継者とされる台与（あるいは壱与）が、西晋王朝成立の翌年である泰始2年（266年）に朝貢を行った。なお前王朝から授けられた「親魏倭王」の金印はこの朝貢時に回収されたとする説もあるが、根拠はない。なお、『梁書』倭伝には台与（壱与）の後に男王が立ち、並びに中国の爵命を受けたとある。この台与の登場を最後に、中国の歴史書から倭国の記述はばったりと途絶える。